# Vattendrag i Sverige som utmynnar i Bottenviken och Kvarken
Detta är en lista över vattendrag i Sverige som utmynnar i Bottenviken. Havsmynnande vattendrag står längst till vänster och biflöden längre till höger. Med (*) betecknas källflöden till resp. vattendrag. Vattendrag som går i Finland (gäller för en del biflöden till Torne älv) är kursiverade.
| Vattendrag med biflöden | Karta |
| --- | ----- |
| Torneälven - Puostijoki (Armasjoki) - Tengeliönjoki - Soukolojoki - Ylinenjoki - Norppujoki - Juojoki - Säiväjoki - Pentäsjoki - Aapuajoki - Naamijoki - Olosjoki' - Tupojoki - Muonioälven - Parkkijoki - Kaunisjoki - Aareajoki - Sivakkajoki - Suksijoki - Kolkonjoki - Ylläsjoki - Äkäsjoki - Parkajoki - Kitkiöjoki - Ahmajoki - Merasjoki - Muodosjoki - Kelojoki - Palojoki - Luongasjoki - Palankijoki - Kaarejoki - Idijoki - Myllyjoki - Lätäseno* - Rommaeno - Könkämäälven* - Ainattijoki - Vuokkasenjoki - Rávdujohka - Virkkujoki - Rovasjohka - Suvijoki - Fiellarjoki - Gobmeeatnu - Bealccanjohka - Käymäjoki - Liviöjoki - Lainioälven - Nuoksujoki - Leipiojoki - Olosjoki - Saankijoki - Kesäsjoki - Siurujoki - Åggojohka - Pulsujoki - Davvajohka* - Avgurjohka - Hohajohka - Mohchatjohka - Lafutjohka - Gaskkasjohka - Dávvaeatnu* - Goahtemuorjohka - Hárrejohka - Ittejohka - Gorvvejohka* - Bekkejohka* - Råstoätno* - Ákcajohka - Ounisjoki - Vittangiälven - Kulijoki - Askasjoki - Sekkujoki - Piettarasjoki - Sevujoki - Rienakkajoki - Pirttimusjoki - Luongasjoki - Liukattijoki* - Rautas älv - Vuonajohka - Leavasjohka - Guolbanjohka - Vierrojohka - Aliseatnu* - Vuoskkujohka* - Rageseatnu* - Snuvrejohka* - Njuoraeatnu* - Vádvejohka - Rákkasjohka* - Abiskojåkka* - Nissumvaggijohka - Gorsajohka - Kamajåkka - Håikanjåhka - Valfojåhka |       |
| Keräsjoki - Vuomajoki |       |
| Aavajoki |       |
| Naartijoki |       |
| Sangisälven - Lautajoki - Korpikån - Moån - Storträskälven* - Lombälven* - Kukasjoki* - Kiilisjoki* - Raitajoki* - Jänkijoki* |       |
| Kalixälven - Hasabäcken - Bjumisån - Grundträskån - Kälvån - Ängesån - Bönälven* - Naisbäcken - Muggån - Marsån - Kvarnån - Braxenån - Kölmån - Kesasån - Lombbergsån - Risån - Rautibäcken - Västerån* - Mårdbäcken - Vanttojoki - Lansån* - Nitsån* - Skrövån* - Kattån - Arrojoki - Rovajoki - Länsijoki - Kirvesjoki - Kuotojoki - Knöösinoja - Sadjemjoki - Syräjoki - Kvarnån - Linaälven* - Leipojoki - Jerttajoki - Kutjasjoki - Sakajoki - Vassaraälven - Leipojoki - Sikträskbäcken - Torisjoki - Kuorasjoki - Håmåjohka - Vettasjoki* - Torasjoki - Pierujoki - Mailiojoki - Valtiojoki - Tolkijoki - Hartijoki - Harrijoki - Allsån - Pilkån* - Vallsån - Björkån - Lahnajoki - Limingojoki - Teurajoki - Korpilompolojoki - Äihämäjoki - Narkausjoki - Painajaisjoki - Koinujoki - Tärendöälven - Jukkasjoki - Vuostojoki - Merasjoki - Onttojoki - Kääntöjoki - Tunturijoki - Kivijoki - Gáidumeatnu - Tjautjasjohka - Bostojohka - Ávzzijohka - Dierddujohka - Harrejohka - Vuoktajohka* - Girjasjohka* - Muovllekjohka - Ceakcajohka - Gaidumjohka* - Vuotnajohka - Siergajohka - Vuottasjohka* - Rádekjohka - Roavvejohka - Láddujujohka - Cievrrajohka - Visttasjohka* - Gaskkasjohka |       |
| Pålängeån |       |
| Töreälven - Småträskån - Tallån* - Granån - Lillträskån* |       |
| Idbäcken |       |
| - Vitån - Lillån - Hovlösbäcken - Dockasälven |       |
| Råneälven - Bjurån - Kvarnån - Börstån* - Forsträskån* - Abramsån - Lappmobäcken - Flåsjöbäcken - Djupsjöån* - Livasälven - Remån - Blåkölsbäcken - Spikälven - Bålggemjohka (Vitträskbäcken) - Vuoddasjohka - Bäiväjohka (Solälven)* - Nilsbäcken* - Nakirbäcken* - Staggojokk (Norr-Lillån) - Aimojokk (Sör-Lillån) - Kaipabäcken - Päiväjoki - Venetjoki - Nattajoki - Saiumujoki - Attjekjoki - Runtajoki - Tjuoukutimjohka - Guobmujohka - Harrijohka* |       |
| Lakabäcken |       |
| Luleälven - Sunderbybäcken - Bodån - Ljusån* - Altervattenbäcken - Gyttjeån - Krokträskbäcken - Flarkån* - Lappträskbäcken* - Sandträskbäcken* - Tjärnmyrån* - Flarkån - Bredträskbäcken - Pulisbäcken* - Bodträskån - Urstjärnälven - Rödingsträskbäcken - Kvarnån - Spadnovarebäcken* - Lillbergsån* - Njakkaurebäcken - Spikselån - Sudokbäcken - Holmträskbäcken - Vuollaurebäcken* - Notträskbäcken* - Görjeån - Lilla Luleälven* - Linabäcken - Tourpunjåhkå - Appokälven - Majtumälven* - Pärlälven - Návstajåhkå - Tjävrrajåhkå - Harrokjågåsj - Tjavelkjåhkå* - Vápsájåhkå - Happmisjjågåsj - Uttjájåhkå - Jarrebäcken - Skieldajåhkå - Tsielekjåhkå* - Barkajåhkå - Návdasädno - Návdasjåhkå* - Gieptijåhkå - Áddurjåhkå - Ajmejåhkå - Blackälven - Sijddoädno* - Vuojturjåhkå - Ábbmojåhkå - Njalajåhkå - Bierikjåhkå* - Gukjesvákkjåhkå* - Ráhpaädno - Gådåkjåhkå - Sarvesjåhkå - Guohperjåhkå* - Ráhpajåhkå* - Gamájåhkå* - Standárjåhkå - Säkokjåhkå* - Njoatsosjåhkå* - Tjuoldajåhkå* - Darrhaädno* - Njunjesjåhkå - Stájggájiegna - Vassjajåhkå* - Riggåivejåhkå* - Stora Luleälven* - Suoksjåhkå - Messaurebäcken - Muddusälven - Muttosjåhkå* - Rijmmojåhkå - Anabäcken - Pakkojåhkå - Vuossmajåhkå - Sjávnnjaädno - Ádjagajåhkå - Luossajåhkå* - Tjienaljåhkå - Vuovsájågåsj - Luspoajvjåhkå - Arajåhkå - Viedasädno* - Vákkásjjåhkå - Suorggejohka - Máidajohka - Lihtijohka - Áinnajohka - Bátnajohka - Gåbddájohka - Átjekjåhkå* - Lapsejåhkå* - Stuodakjåhkå* - Njirramjåhkå* - Rájvojåhkå* - Rijtsemjåhkå* - Ubmajåhkå* - Njuovtjajåhkå* - Sårkåjåhkå* - Rikkekjåhkå* - Valldajåhkå - Oajejåhkå - Vuojatädno* - Sjnjuvtjudisjåhkå - Spietjaujåhkå - Sierggajåhkå* - Sieberjåhkå - Räktjatjåhkå - Låddejåhkå - Buoldagiesjjågåsj - Gásakjåhkå - Miellädno* - Gieddajåhkå* - Bållávrjåhkå* - Rådokjåhkå - Stálojåhkå* - Stáddájåhkå* - Gáilajågåsj - Sårjåsjåhkå |       |
| Alån - Bjurbäcken - Hattbäcken* |       |
| Rosån - Lillån - Brännträskbäcken - Klöverbäcken - Hällbäcken* |       |
| Alterälven - Gäddträskälven |       |
| Piteälven - Svensbyån - Rokån - Lillpiteälven - Norrbodbäcken - Keupån - Kilbergsån* - Krokaträskbäcken - Brännaträskbäcken - Ersträskbäcken - Borgforsälven - Kallträskån* - Stockforsälven - Junkerälven - Isträskbäcken - Vistån - Muskusbäcken - Brändån - Vistbäcken - Njallebäcken - Nedre Pansikån - Övre Pansikån - Varggájåhkå (Varjisån) - Vitbäcken - Arpatsbäcken - Juohkeljåhkå (Sikån) - Diellejåhkå - Guorsjojåhkå* - Tjärketbäcken - Reunajåhkå - Bölsmanån - Abmorälven - Paulajåhkå - Gangsjajaurebäcken* - Ruttjebäcken - Rakkojaurbäcken - Ribraurjåhkå* - Mattaureälven - Udtjabäcken - Paktjajåhkå* - Arvesjåhkå - Gierggermåkkjåhkå - Salvojåhkå - Falesjåhkå - Sartajåhkå - Låddajåhkå - Juotsjåhkå - Sonlunåivjåhkå - Lairojåhkå - Labbajåhkå - Varvekjåhkå* - Vistekjåhkå |       |
| Jävreån - Lillån - Finnträskån |       |
| Åbyälven - Tvärån - Brändängesbäcken - Klubbälven - Granträskån* |       |
| Tåmeälven - Finnträskån* |       |
| Byskeälven - Tvärån - Ålsån - Långträskån - Gäddträskån - Kilisån - Trappån - Gråträskbäcken - Gielljåhka (Sikån)* - Bäverån - Laxbäcken - Slevån* - Svärdälven - Muorrejåhkå* - Mausjåhkå* - Månsträskbäcken* - Långträskälven - Allejaurälven* - Stårbatjjåhkå* - Peiverån* - Järferälven* - Vieddekbäcken* |       |
| Ostbäcken - Selsbäcken* - Kvarnbäcken* - Hedbäcken - Oxbäcken |       |
| Lillån |       |
| Kågeälven - Tarsbäcken - Hebbersbäcken - Björklidbäcken - Klintån* - Kusån - Pjäsörbäcken - Storträskån* - Störhusån* - Degerträskån* - Kamsån* |       |
| Skellefteälven - Klintforsån - Bjurån - Stöverån - Finnforsån - Karsbäcken - Petikån - Skidträskån - Vällingån* - Nyträskån - Grundträskån* - Missenträskbäcken - Alträskån - Bredträskbäcken - Sandbäcken - Malån - Bjurbäcken - Norsjöån - Mensträskbäcken - Storbäcken - Skäppträskån - Adakbäcken - Fårbäcken - Verbobäcken - Bockträskbäcken - Skattån - Gallakbäcken - Stenträskbäcken* - Radnejaurälven - Märsabäcken - Juhtasädno - Selakbäcken - Riebnesädno - Mattajåhkå - Daunasjåhkå - Ruonekjåhkå - Guikuljåhkå* - Smuolejåhkå* - Vaulajåhkå - Fiellajåhkå - Straitasjåhkå - Raudojåhkå - Tjaktjaurälven - Muitunisjåhkå - Avvahajågåsj - Suongerjågåsj - Bäukuljåhkå - Stuor-Jiervas-jåhkå - Tjårrajåhkå* - Skårvajåhkå* |       |
| Bureälven - Lillån - Tvärån - Bjurbäcken |       |
| Mångbyån |       |
| Lövseleån |       |
| Hertsångerälven - Lillån - Kålabodaån* - Flarkån* - Granån - Flarkbäcken |       |
| Rickleån - Tvärån - Risån* - Valburån - Braxenån - Sikån* - Svartån - Tallån* |       |
| Dalkarlsån - Storbäcken |       |
| Ratuån |       |